# 中国の戦闘一覧
中国の戦闘一覧（ちゅうごくのせんとういちらん）は、中国で起きた戦闘の一覧である。

## 遠古 (前3000年-前2070年) - 夏朝 (前2070年-前1600年)（不可信）
- 前30世紀 - 神農氏が斧燧氏を攻めた戦い
- 前26世紀 - 黄帝が中原地区を征服した戦い
  - 前26世紀 - 阪泉の戦い
  - 前26世紀 - 涿鹿の戦い
- 前25世紀 - 顓頊と共工の戦い
- 前24世紀 - 帝嚳が共工を攻めた戦い
- 前23世紀 - 堯が驩兜を丹水に攻めた戦い
- 前22世紀 - 舜が三苗を攻めた戦い
- 前22世紀 - 禹が共工を攻めた戦い
- 前22世紀 - 禹が三苗を攻めた戦い
- 前21世紀 - 夏の啓が益を攻めた戦い
  - 前21世紀 - 甘の戦い
- 前21世紀 - 夏の啓が西河を攻めた戦い
- 前20世紀 - 夏の胤が羲氏和氏を攻めた戦い
- 前20世紀 - 夏の相が東夷を攻めた戦い
- 前20世紀中後期 - 澆が相を滅ぼした戦い
- 前19世紀 - 夏の少康復国の戦い
- 前19世紀後期 - 夏の少康が澆を滅ぼした戦い
- 前19世紀後期 - 夏の季杼が豷を滅ぼした戦い
- 前19世紀後期 - 夏の伯靡が寒浞を滅ぼした戦い
- 前19世紀後期 - 夏の季杼が東夷を攻めた戦い
- 前18世紀 - 洛伯と河伯の戦い
- 前17世紀 - 殷の上甲微が有易氏を滅ぼした戦い
- 前17世紀 - 夏の不降が九苑を攻めた戦い
- 前16世紀 - 夏の桀が有施氏を攻めた戦い
- 前16世紀 - 夏の桀が有緡氏を攻めた戦い

## 殷 (前1600年 - 前1046年)
- 前16世紀 - 殷が夏を滅ぼした戦争
  - およそ前1600年 - 鳴条の戦い
- 前16世紀 - 殷の湯王が葛を滅ぼした戦い
- 前16世紀 - 殷の湯王が韋顧を滅ぼした戦い
- 前16世紀 - 殷の湯王が昆吾を滅ぼした戦い
- 前16世紀 - 殷の中丁が藍夷を攻めた戦い
- 前14世紀 - 殷の河亶甲が藍夷班方を攻めた戦い
- 前14世紀後期 - 殷の陽甲の西征の戦い
- 前13世紀 - 殷の武丁が周辺各国を攻めた戦争
  - 前13世紀 - 殷の武丁が甫を攻めた戦い
  - 前13世紀 - 殷の武丁が沚を攻めた戦い
  - 前13世紀 - 殷の武丁が周を攻めた戦い
  - 前13世紀 - 殷の武丁が巴方を攻めた戦い
  - 前13世紀 - 殷の武丁が下危を攻めた戦い
  - 前13世紀 - 殷の武丁が宙方を攻めた戦い
  - 前13世紀 - 殷の武丁が缶を攻めた戦い
  - 前13世紀 - 子方が基を攻め缶を攻めた戦い
  - 前13世紀 - 殷の武丁が亘方を攻めた戦い
  - 前13世紀 - 殷の武丁が荊楚を攻めた戦い
  - 前13世紀 - 殷の武丁が帰・傭を攻めた戦い
  - 前13世紀 - 殷の武丁が虎方を攻めた戦い
  - 前13世紀 - 殷の武丁が土を攻めた戦い
  - 前13世紀 - 殷の武丁が方を攻めた戦い
  - 前13世紀 - 殷の武丁が洋方を攻めた戦い
  - 前13世紀 - 殷の武丁が羌方を攻めた戦い
  - 前13世紀 - 殷の武丁が北羌を攻めた戦い
  - 前13世紀 - 殷の武丁が龍方を攻めた戦い
  - 前13世紀 - 商震が鬼方を攻めた戦い
  - 前13世紀 - 殷の武丁が人方を攻めた戦い
- 前12世紀 - 廩辛・康丁が危方を攻めた戦い
- 前12世紀 - 廩辛・康丁抗撃羌方の戦い
- 前12世紀 - 殷の武乙が召方を攻めた戦い
- 前12世紀 - 殷の武乙が人方を攻めた戦い
- 前12世紀 - 周の季歴が西落鬼戎を攻めた戦い（疑いあり、甲骨・金文ともに記載がない）
- 前12世紀 - 周の季歴が程を滅ぼした戦い（疑いあり、甲骨・金文ともに記載がない）
- 前12世紀 - 周の季歴が燕京戎を攻めた戦い（疑いあり、甲骨・金文ともに記載がない）
- 前12世紀 - 周の季歴が余無戎を攻めた戦い（疑いあり、甲骨・金文ともに記載がない）
- 前12世紀 - 周の季歴が始呼戎を攻めた戦い（疑いあり、甲骨・金文ともに記載がない）
- 前12世紀 - 周の季歴が翳徒戎を攻めた戦い（疑いあり、甲骨・金文ともに記載がない）
- 前12世紀 - 周の文王が殷を攻めた戦い（拠甲骨文文王和帝辛一度修好一起狩猟，何来攻殷？）
- 前11世紀 - 殷の帝乙が人方を攻めた戦い
- 前11世紀 - 殷の帝乙・帝辛が盂方を攻めた戦い
- 前11世紀 - 殷の帝辛が東夷を攻めた戦い

## 西周 (前1046年 - 前771年)
- 前12世紀 - 前11世紀初 - 周が殷を滅ぼした戦争
  - 前11世紀 - 周の文王が犬戎を攻めた戦い（疑いあり、甲骨・金文ともに記載がない）
  - 前11世紀 - 周の文王が密須を滅ぼした戦い（疑いあり、甲骨・金文ともに記載がない）
  - 前11世紀 - 周の文王が耆を攻めた戦い（疑いあり、甲骨・金文ともに記載がない）
  - 前11世紀 - 周の文王が邗を滅ぼした戦い（疑いあり、甲骨・金文ともに記載がない）
  - 前11世紀 - 周が崇を滅ぼした戦い（疑いあり、甲骨・金文ともに記載がない）
  - 前11世紀 - 周が殷を滅ぼした牧野の戦い（利簋）
- 前11世紀 - 周公の東征（周公東征方鼎）
  - 前11世紀 - 三監の乱
  - 前11世紀 - 践奄の役
- 前11世紀 - 周の成王が彔国を攻めた戦い（大保簋）
- 前11世紀 - 周の康王が鬼方を攻めた戦い（小盂鼎）
- 前10世紀 - 周の昭王が荊楚を攻めた戦い（墻盤）
- 前10世紀 - 周の昭王が東夷を攻めた戦い
- 前10世紀 - 周の穆王が犬戎を攻めた戦い
- 前10世紀 - 周の穆王が徐を攻めた戦い
- 前10世紀 - 周の穆王が群舒を攻めた戦い
- 前10世紀 - 周の共王が密を攻めた戦い
- 前9世紀 - 周の懿王が犬戎を攻めた戦い
- 前9世紀 - 周の孝王が西戎を攻めた戦い
- 前9世紀 - 周の夷王が太原戎を攻めた戦い
- 前9世紀 - 武公が玁狁を攻めた戦い（多友鼎）
- 前9世紀中 - 周の厲王が戎を攻めた戦い
- 前9世紀中 - 周の厲王と淮夷の戦い
- 前841年 - 周の国人暴動
- 前840年 - 周が玁狁荊蛮に抵抗した戦い
- 前824年 - 前621年 - 秦が戎を攻めた戦い
- 前823年 - 前789年 - 周の宣王対周辺各族の戦い
- 前823年 - 周の宣王が玁狁を攻めた戦い（虢季子白盤）
- 前823年 - 周の宣王が楚荊を攻めた戦い
- 前822年 - 周の宣王が戎を攻めた戦い
- 前822年 - 周の宣王の東征の戦い
- 前805年 - 前790年 - 晋の穆侯が戎を攻めた戦い
- 前797年 - 周の宣王が太原戎を攻めた戦い
- 前796年 - 周が魯を攻めた戦い
- 前792年 - 周の宣王が条を攻め戎を敗走させた戦い
- 前790年 - 晋が北戎を攻めた戦い
- 前790年 - 戎が姜を攻めた戦い
- 前789年 - 千畝の戦い
- 前780年 - 周の王子多父が鄶を攻めた戦い
- 前779年 - 周が六済戎を攻めた戦い
- 前771年 - 申侯の乱

## 春秋時代 (前770年 - 前476年)
- 前769年 - 鄭が鄶を滅ぼした戦い
- 前767年 - 鄭が虢を滅ぼした戦い
- 前824年 - 前621年 - 秦が戎を滅ぼした戦い
  - 前766年 - 秦が犬戎を攻めた戦い
  - 前750年 - 秦が戎を攻めた戦い
- 前739年 - 桓叔の戦い
- 前722年 - 共叔段の乱
- 前722年 - 紀が夷を攻めた戦い
- 前721年 - 莒が向を攻めた戦い
- 前721年 - 魯が極を滅ぼした戦い
- 前720年 - 鄭が周を攻めた戦い
- 前719年 - 東門の戦い
- 前719年 - 莒が杞を攻めた戦い
- 前718年 - 制北の戦い
- 前718年 - 長葛の戦い
- 前718年 - 晋の荘伯が翼を攻めた戦い
- 前718年 - 衛が郕を攻めた戦い
- 前716年 - 戎が周の凡伯を襲撃した戦い
- 前716年 - 鄭が陳を攻めた戦い
- 前714年 - 鄭が北戎を攻めた戦い
- 前713年 - 秦が蕩社を滅ぼした戦い
- 前713年 - 戴の戦い
- 前712年 - 鄭が許を滅ぼした戦い
- 前712年 - 息の戦い
- 前712年 - 鄭伯が宋を攻めた戦い
- 前711年 - 魯が杞を攻めた戦い
- 前709年 - 汾隰の戦い
- 前707年 - 繻葛の戦い
- 前706年 - 北戎が斉を攻めた戦い
- 前705年 - 鄭が盟・向を攻めた戦い
- 前704年 - 楚と随による速杞の戦い
- 前704年 - 秦が蕩氏を攻めた戦い
- 前704年 - 曲沃が翼を滅ぼした戦い
- 前704年 - 周が曲沃を攻めた戦い
- 前703年 - 楚・巴が鄧・鄾を攻めた戦い
- 前702年 - 斉・衛・鄭の連合軍が魯を攻めた戦い
- 前702年 - 詹父が虢公を攻めた戦い
- 前702年 - 虞叔が虞公を攻めた戦い
- 前701年 - 蒲騒の戦い
- 前700年 - 楚が絞を攻めた戦い
- 前700年 - 魯・鄭が宋を攻めた戦い
- 前699年 - 楚が羅を攻めた戦い
- 前699年 - 鄭と宋による紀の戦い
- 前698年 - 牛首の戦い
- 前697年 - 鄭の厲公復位をめぐる戦い
- 前697年 - 秦が彭戯氏を攻めた戦い
- 前695年 - 斉と魯による奚の戦い
- 前695年 - 魯・宋が邾を攻めた戦い
- 前693年 - 斉が紀を滅ぼした戦い
- 前692年 - 魯が余を丘に攻めた戦い
- 前691年 - 魯が衛を攻めた戦い
- 前690年 - 楚が随を攻めた戦い
- 前688年 - 楚が申・鄧を攻めた戦い
- 前688年 - 秦が邽・冀を滅ぼした戦い
- 前688年 - 衛恵公争国の戦い
- 前687年 - 秦が小虢を滅ぼした戦い
- 前686年 - 魯が郕を包囲した戦い
- 前685年 - 斉と魯による乾時の戦い
- 前684年 - 斉と魯による長勺の戦い
- 前684年 - 楚と蔡による莘の戦い
- 前684年 - 宋・斉と魯による乗丘の戦い
- 前684年 - 斉が譚を滅ぼした戦い
- 前683年 - 宋と魯による鄑の戦い
- 前682年 - 南宮長万の乱
- 前681年 - 斉が遂を滅ぼした戦い
- 前680年 - 斉が宋を攻めた戦い
- 前680年 - 楚が息を滅ぼし蔡を攻めた戦い
- 前679年 - 曲沃が晋を滅ぼした戦い
- 前679年 - 宋が郳・鄭を攻めた戦い
- 前678年 - 楚が鄧を滅ぼした戦い
- 前678年 - 宋と諸侯が鄭を攻めた戦い
- 前678年 - 楚が鄭を攻めた戦い
- 前676年 - 巴と楚による那処の戦い
- 前675年 - 周の王子頽の乱
- 前675年 - 斉が魯の辺境を攻めた戦い
- 前672年 - 晋が驪戎を攻めた戦い
- 前672年 - 河陽の戦い
- 前670年 - 戎が曹を攻めた戦い
- 前666年 - 斉が衛を攻めた戦い
- 前666年 - 楚が鄭を攻めた戦い
- 前665年 - 鄭が許を攻めた戦い
- 前664年 - 斉が山戎を攻め燕を救った戦い
- 前661年 - 狄が邢を攻めた戦い
- 前661年 - 晋が耿・霍・魏を滅ぼした戦い
- 前660年 - 熒沢の戦い
- 前660年 - 申生が山皋氏の戎を攻めた戦い
- 前660年 - 虢公が犬戎を攻めた戦い
- 前659年 - 狄が邢を攻めた戦い
- 前659年 - 魯が邾を偃で破った戦い
- 前659年 - 魯と莒による驪の戦い
- 前659年 - 楚が鄭・斉を攻め鄭を救った戦い
- 前658年 - 楚が鄭を攻め鄭聃を捕らえた戦い
- 前658年 - 虢が戎を攻めた戦い
- 前657年 - 徐人が舒を奪った戦い
- 前657年 - 楚が鄭を攻めた戦い
- 前656年 - 斉と楚の召陵の盟による戦い
- 前656年 - 斉や魯などの国が陳を攻めた戦い
- 前655年 - 晋が道を借りて虢を滅ぼした戦い
- 前655年 - 楚が弦を滅ぼした戦い
- 前654年 - 新城の戦い
- 前654年 - 晋が屈を攻めた戦い
- 前653年 - 斉が鄭を攻めて寧毋に会盟した戦い
- 前652年 - 狄が晋を采桑で破った戦い
- 前650年 - 狄が温を滅ぼした戦い
- 前650年 - 斉と許が北戎を攻めた戦い
- 前649年 - 諸戎が周を攻めた戦い
- 前648年 - 楚が黄を滅ぼした戦い
- 前646年 - 狄が鄭を攻めた戦い
- 前646年 - 楚が英・六を滅ぼした戦い
- 前645年 - 韓原の戦い
- 前645年 - 婁林の戦い
- 前644年 - 戎が周・斉と諸侯を攻めて周に駐屯した戦い
- 前643年 - 斉が英氏を攻めた戦い
- 前643年 - 魯が項を滅ぼした戦い
- 前642年 - 宋が斉を攻めた戦い
- 前642年 - 狄が晋を攻めた戦い
- 前642年 - 訾婁の戦い
- 前641年 - 秦が梁を滅ぼした戦い
- 前641年 - 衛が邢を攻めた戦い
- 前641年 - 宋が曹を包囲した戦い
- 前640年 - 鄭が滑に入った戦い
- 前640年 - 楚が随を攻めた戦い
- 前639年 - 楚が宋を攻めた戦い
- 前639年 - 狄が衛を攻めた戦い
- 前638年 - 泓水の戦い
- 前638年 - 升陘の戦い
- 前637年 - 斉が宋を攻め緡を包囲した戦い
- 前637年 - 楚が陳を攻め焦・夷を奪った戦い
- 前636年 - 周の王子帯の乱
- 前636年 - 秦送重耳返晋争位の戦い
- 前635年 - 晋が原を攻めた戦い
- 前635年 - 衛が邢を滅ぼした戦い
- 前635年 - 秦と楚による鄀の戦い
- 前634年 - 楚が夔を滅ぼした戦い
- 前634年 - 魯と楚が斉を攻めた戦い
- 前634年 - 楚が宋を攻め緡を包囲した戦い
- 前632年 - 城濮の戦い
- 前630年 - 介が蕭を攻めた戦い
- 前630年 - 鄭燭の武が秦軍を退けた戦い
- 前630年 - 狄が斉を攻めた戦い
- 前629年 - 狄が衛を攻めた戦い
- 前627年 - 晋と白狄による箕の戦い
- 前627年 - 魯が邾を攻めた戦い
- 前627年 - 秦と晋による殽の戦い
- 前627年 - 汦水の戦い
- 前626年 - 晋と衛による戚の戦い
- 前625年 - 彭衙の戦い
- 前625年 - 晋と諸侯の連合軍が秦を攻めた戦い
- 前624年 - 楚が江を攻めた戦い
- 前624年 - 王官の戦い
- 前624年 - 晋と諸侯の連合軍が沈を攻めた戦い
- 前623年 - 狄が斉を攻めた戦い
- 前623年 - 晋が秦を攻めた戦い
- 前622年 - 楚が六・蓼を滅ぼした戦い
- 前622年 - 秦軍が鄀を攻めた戦い
- 前620年 - 令狐の戦い
- 前620年 - 魯が邾を攻めた戦い
- 前619年 - 秦が晋の武城を奪った戦い
- 前618年 - 楚が鄭を攻め鄭の三大夫を捕らえた戦い
- 前618年 - 楚が陳を攻め壷丘を占拠した戦い
- 前617年 - 秦と晋が互いに攻め合った戦い
- 前617年 - 狄が宋を攻めた戦い
- 前616年 - 魯と鄋瞞による鹹の戦い
- 前616年 - 楚が麋を攻めた戦い
- 前615年 - 河曲の戦い
- 前615年 - 楚が巣を包囲した戦い
- 前614年 - 狄が衛を攻めた戦い
- 前613年 - 邾が魯を攻めた戦い
- 前612年 - 晋が蔡を攻めた戦い
- 前612年 - 斉が魯を攻め曹を攻めた戦い
- 前611年 - 楚が庸を滅ぼした戦い
- 前610年 - 周の甘歜が戎を破った戦い
- 前610年 - 斉が魯の西鄙を攻めた戦い
- 前610年 - 晋・衛・陳・鄧の連合軍が宋を攻めた戦い
- 前608年 - 北林の戦い
- 前608年 - 晋が崇を攻めた戦い
- 前607年 - 楚が陸渾の戎を攻めた戦い
- 前607年 - 晋が鄭を攻め・楚が鄭を攻め戦い
- 前607年 - 赤狄が斉を攻めた戦い
- 前607年 - 鄋瞞が斉を攻めた戦い
- 前605年 - 魯が莒を攻め向を占拠した戦い
- 前605年 - 若敖氏叛楚の戦い
- 前604年 - 楚が鄭を攻め晋が鄭を救った戦い
- 前603年 - 晋が陳を攻めた戦い
- 前603年 - 赤狄が晋を攻めた戦い
- 前602年 - 魯・斉が萊を攻めた戦い
- 前602年 - 赤狄が晋を攻めた戦い
- 前601年 - 白狄と晋の連合軍が秦を攻めた戦い
- 前601年 - 楚が蓼舒を滅ぼした戦い
- 前601年 - 楚が陳を攻めた戦い
- 前600年 - 斉が萊を攻めた戦い
- 前600年 - 魯が根牟を奪った戦い
- 前600年 - 晋が陳・楚を攻めた戦い
- 前600年 - 晋が陳を攻めた戦い
- 前599年 - 宋が滕を攻めた戦い
- 前599年 - 魯が邾を攻めた戦い
- 前599年 - 潁北の戦い
- 前598年 - 魯が斉と連合して莒を攻めた戦い
- 前598年 - 楚が陳を攻めた戦い
- 前598年 - 楚が宋を攻めた戦い
- 前598年 - 楚が鄭を攻めた戦い
- 前597年 - 新鄭の戦い
- 前597年 - 晋と楚による邲の戦い
- 前597年 - 楚が蕭を滅ぼした戦い
- 前597年 - 宋が陳・衛を攻め陳を救った戦い
- 前596年 - 楚が宋を攻めた戦い
- 前596年 - 斉が莒を攻めた戦い
- 前596年 - 赤狄が晋を攻めた戦い
- 前595年 - 楚が魯と連合して宋を攻めた戦い
- 前595年 - 晋が鄭を攻めた戦い
- 前594年 - 輔氏の戦い
- 前594年 - 晋が赤狄潞氏を滅ぼした戦い
- 前593年 - 晋が赤狄甲氏を滅ぼした戦い
- 前590年 - 周が茅戎を攻めた戦い
- 前589年 - 斉と魯による龍の戦い
- 前589年 - 斉と晋による鞍の戦い
- 前589年 - 楚が蔡・許と連合して魯・衛を攻めた戦い
- 前588年 - 晋と鄭による祭の戦い
- 前588年 - 丘輿の戦い
- 前588年 - 晋・衛が赤狄を攻めた戦い
- 前588年 - 魯による棘の包囲
- 前585年 - 魯が郙を奪った戦い
- 前585年 - 晋が楚・沈・許を攻めた戦い
- 前584年 - 楚が鄭・晋を攻め鄭を救った戦い
- 前584年 - 呉が郯を攻めた戦い
- 前584年 - 呉が楚巣・徐・州来を攻めた戦い
- 前582年 - 渠丘の戦い
- 前582年 - 秦が白狄と連合して晋を攻めた戦い
- 前581年 - 晋が諸侯と会して鄭を攻めた戦い
- 前579年 - 交剛の戦い
- 前578年 - 麻隧の戦い
- 前577年 - 鄭が許を攻めた戦い
- 前576年 - 楚が鄭・衛を攻めた戦い
- 前576年 - 晋が曹を攻めた戦い
- 前575年 - 鄢陵の戦い
- 前575年 - 勺陵の戦い
- 前575年 - 潁上の戦い
- 前574年 - 楚が舒庸を滅ぼした戦い
- 前574年 - 高氏の戦い
- 前573年 - 彭城の戦い (前573年)
- 前572年 - 洧上の戦い
- 前572年 - 晋が斉を攻めた戦い
- 前572年 - 鄭が宋を攻めた戦い
- 前571年 - 斉が萊を攻めた戦い
- 前570年 - 鳩茲の戦い
- 前570年 - 晋が許を攻めた戦い
- 前569年 - 魯が鄫を攻めた戦い
- 前569年 - 楚・頓が陳を攻めた戦い
- 前568年 - 楚が陳を攻めた戦い
- 前567年 - 斉が萊を滅ぼした戦い
- 前567年 - 莒が鄫を滅ぼした戦い
- 前566年 - 楚が陳・晋を攻め陳を救った戦い
- 前565年 - 鄭が蔡を攻めた戦い
- 前565年 - 莒が魯を攻めた戦い
- 前564年 - 陰口の戦い
- 前563年 - 晋が偪陽を滅ぼした戦い
- 前563年 - 楚・宋による蕭の戦い
- 前562年 - 晋・秦による櫟の戦い
- 前561年 - 莒が魯を攻めた戦い
- 前561年 - 楚が宋の楊梁を攻めた戦い
- 前560年 - 魯が邿を滅ぼした戦い
- 前560年 - 庸浦の戦い
- 前559年 - 棫林の戦い
- 前559年 - 皋舟の戦い
- 前558年 - 斉・魯による城の戦い
- 前558年 - 湛阪の戦い
- 前556年 - 斉・魯による防の戦い
- 前556年 - 宋が陳を攻めた戦い
- 前556年 - 衛が曹の重丘を占拠した戦い
- 前555年 - 平陰の戦い
- 前555年 - 費滑の戦い
- 前554年 - 晋・衛が斉を攻めた戦い
- 前554年 - 斉が高唐を破った戦い
- 前553年 - 邾が魯を襲った戦い
- 前553年 - 魯・莒盟于向の戦い
- 前550年 - 熒庭の戦い
- 前550年 - 蒲侯氏の戦い
- 前549年 - 棘沢の戦い
- 前549年 - 楚の舟師が呉を攻めた戦い
- 前548年 - 舒鳩の戦い
- 前548年 - 鄭が陳を攻めた戦い
- 前548年 - 斉の崔杼が魯を攻めた戦い
- 前548年 - 晋が諸侯と連合して斉を攻めた戦い
- 前548年 - 呉が楚の巣城を攻めた戦い
- 前547年 - 秦・楚が呉・鄭を攻めた戦い
- 前547年 - 楚が諸侯の軍を率いて鄭を攻めた戦い
- 前547年 - 茅氏の戦い
- 前546年 - 春秋弭兵会盟
- 前541年 - 魯が莒を攻め取鄆の戦い
- 前541年 - 太原の戦い
- 前538年 - 朱方の戦い
- 前537年 - 鵲岸の戦い
- 前537年 - 蚡泉の戦い
- 前536年 - 房鍾の戦い
- 前536年 - 斉が北燕を攻めた戦い
- 前534年 - 楚が陳を滅ぼした戦い
- 前532年 - 魯が莒を攻め郠を奪った戦い
- 前531年 - 楚が蔡を滅ぼした戦い
- 前530年 - 豫章の戦い
- 前530年 - 晋が肥を滅ぼし鮮虞を討った戦い
- 前529年 - 公子比の乱
- 前529年 - 呉が州来を滅ぼした戦い
- 前529年 - 魯季平子攻費の戦い
- 前528年 - 費邑叛南氏の戦い
- 前528年 - 楚が養氏を滅ぼした戦い
- 前527年 - 晋の荀呉が鮮虞を攻めた戦い
- 前526年 - 斉が徐を攻め蒲隧にいたった戦い
- 前525年 - 晋が陸渾を滅ぼした戦い
- 前525年 - 長岸の戦い
- 前524年 - 宋と邾による蟲の戦い
- 前523年 - 斉の高発が莒を攻めた戦い
- 前523年 - 楚の舟師が濮を攻めた戦い
- 前522年 - 鄭鎮圧萑苻沢奴隷の乱の戦い
- 前521年 - 華氏の乱
- 前520年 - 王子朝の乱
- 前520年 - 斉北郭啓攻莒の戦い
- 前519年 - 鶏父の戦い
- 前518年 - 呉が巣と鍾離を滅ぼした戦い
- 前515年 - 呉・楚潜の戦い
- 前513年 - 鄆民潰の戦い
- 前513年 - 趙車の乱
- 前512年 - 呉が徐を滅ぼした戦い
- 前511年 - 呉が楚の潜・六を攻めた戦い
- 前510年 - 呉が越を攻めた戦い
- 前508年 - 豫章の戦い
- 前507年 - 鮮虞が晋の平中を攻めた戦い
- 前506年 - 柏挙の戦い
- 前506年 - 蔡が沈を滅ぼした戦い
- 前505年 - 郢を奪回した戦い
- 前505年 - 越が呉に侵入した戦い
- 前504年 - 鄭が許を滅ぼした戦い
- 前504年 - 魯が鄭を攻め取匡の戦い
- 前504年 - 呉が楚水・陸渾を破った戦い
- 前530年 - 斉が魯を攻めた戦い
- 前502年 - 陽虎の乱
- 前501年 - 中牟の戦い
- 前501年 - 魯が斉の陽州を攻めた戦い
- 前501年 - 周が儀栗を平定した戦い
- 前500年 - 晋が衛を攻めた戦い
- 前500年 - 魯が侯犯を攻めた戦い
- 前498年 - 衛が曹を攻め郊を占拠した戦い
- 前498年 - 費人が魯にそむき三都を攻め落とした戦い
- 前497年 - 晋卿争権の戦い
- 前497年 - 連合軍が晋を攻めた戦い
- 前496年 - 欈李の戦い
- 前496年 - 楚が頓を滅ぼした戦い
- 前495年 - 楚が胡を滅ぼした戦い
- 前495年 - 鄭の罕達が宋を攻めた戦い
- 前494年 - 夫椒の戦い
- 前494年 - 楚が蔡を攻めた戦い
- 前494年 - 斉・衛・魯・鮮虞が范氏を救援した戦い
- 前493年 - 斉・鄭が晋を攻めた戦い
- 前493年 - 魯が邾を攻めた戦い
- 前492年 - 斉・衛が戚を攻めた戦い
- 前492年 - 趙鞅が朝歌を包囲した戦い
- 前491年 - 趙鞅が邯鄲を包囲した戦い
- 前491年 - 楚が戎蛮を滅ぼした戦い
- 前491年 - 斉の国夏が晋を攻め八邑を占拠した戦い
- 前490年 - 晋軍が柏人を包囲した戦い
- 前490年 - 晋の趙鞅が衛を攻めた戦い
- 前489年 - 趙鞅が鮮虞を攻めた戦い
- 前489年 - 斉の内乱
- 前489年 - 呉が陳の城父を攻めた戦い
- 前488年 - 宋が曹を滅ぼした戦い
- 前488年 - 魯が邾を攻めた戦い
- 前487年 - 魯夷の戦い
- 前487年 - 斉の鮑牧が魯を攻めた戦い
- 前486年 - 雍丘の戦い
- 前486年 - 楚が陳を攻めた戦い
- 前485年 - 呉の舟師が斉を攻めた戦い
- 前485年 - 呉・魯・邾・郯が斉を攻めた戦い
- 前485年 - 晋の趙鞅が斉を攻めた戦い
- 前484年 - 稷曲の戦い
- 前484年 - 艾陵の戦い
- 前483年 - 錫嵒の戦い
- 前482年 - 越襲呉都の戦い
- 前480年 - 楚の子西が呉を攻めた戦い
- 前479年 - 楚が陳を滅ぼした戦い
- 前479年 - 白公の乱
- 前478年 - 笠沢の戦い
- 前477年 - 巴が楚を攻め鄾を包囲した戦い
- 前476年 - 晋の智瑶が鄭を攻めた戦い
- 前476年 - 楚が諸侯を率いて東夷を攻めた戦い
- 前475年 - 越が呉を滅ぼした戦い

## 戦国時代 (前475年 - 前221年)
| 戦闘             | 年                | 攻方                    | 将                                       | 守方             | 将                       | 勝軍             |
| ---------------- | ----------------- | ----------------------- | ---------------------------------------- | ---------------- | ------------------------ | ---------------- |
| 晋陽の戦い       | 前455年 - 前453年 | 智氏                    | 智襄子                                   | 趙氏・魏氏・韓氏 | 趙襄子                   | 趙氏・魏氏・韓氏 |
| 長城の戦い       | 前404年           | 魏・韓・趙              | 韓景子・趙烈子・翟角                     | 斉               | 不明                     | 魏・韓・趙       |
| 陽狐の戦い       | 前401年           | 秦                      | 不明                                     | 魏               | 不明                     | 魏               |
| 陽翟の戦い       | 前400年           | 鄭                      | 不明                                     | 韓               | 不明                     | 韓               |
| 楚・鄭の戦い     | 前398年           | 楚                      |                                          | 鄭               |                          | 楚               |
| 斉・魯の戦い     | 前394年           | 斉                      |                                          | 魯               |                          | 斉               |
| 汪の戦い         | 前393年           | 魏                      | 不明                                     | 秦               | 不明                     | 魏               |
| 武城の戦い       | 前390年           | 秦                      | 不明                                     | 魏               | 不明                     | 魏               |
| 武下の戦い       | 前386年           | 魏                      | 不明                                     | 秦               | 不明                     | 秦               |
| 洛陰の戦い       | 前366年           | 魏・韓                  | 不明                                     | 秦               | 不明                     | 秦               |
| 石門山の戦い     | 前364年           | 秦                      | 献公・章蟜                               | 魏               | 不明                     | 秦               |
| 少梁の戦い       | 前362年           | 秦                      | 不明                                     | 魏               | 公孫痤                   | 秦               |
| 邯鄲の戦い       | 前354年 - 前351年 | 魏                      | 恵王                                     | 趙               | 成侯                     | 魏               |
| 桂陵の戦い       | 前353年           | 斉                      | 田忌・田嬰・孫臏                         | 魏               | 龐涓                     | 斉               |
| 襄陵の戦い       | 前353年 - 前352年 | 斉・宋・衛              | 斉不明・宋景善・衛公孫倉                 | 魏・韓           | 恵王                     | 魏・韓           |
| 元里の戦い       | 前354年           | 秦                      | 不明                                     | 魏               | 不明                     | 秦               |
| 安邑の戦い       | 前352年           | 秦                      | 商鞅                                     | 魏               | 不明                     | 秦               |
| 固陽の戦い       | 前351年           | 秦                      | 商鞅                                     | 魏               | 不明                     | 秦               |
| 馬陵の戦い       | 前342年           | 斉                      | 田忌・田嬰・孫臏・田盼                   | 魏               | 太子申・龐涓             | 斉               |
| 呉城の戦い       | 前340年           | 秦                      | 商鞅                                     | 魏               | 魏卬                     | 秦               |
| 岸門の戦い       | 前338年           | 秦                      | 不明                                     | 魏               | 魏錯                     | 秦               |
| 雕陰の戦い       | 前332年 - 前331年 | 秦                      | 公孫衍                                   | 魏               | 龍賈                     | 秦               |
| 函谷関の戦い     | 前318年           | 斉・韓・魏・楚・趙 義渠 | 懐王・武霊王・公孫衍・韓太子奐・趙公子渇 | 秦               | 樗里疾                   | 秦               |
| 丹陽・藍田の戦い | 前312年           | 楚                      | 景翠・屈匄                               | 秦               | 樗里疾                   | 秦               |
| 宜陽の戦い       | 前308年 - 前307年 | 秦・魏                  | 甘茂                                     | 韓               | 不明                     | 秦               |
| 中山攻略         | 前307年 - 前296年 | 趙                      | 武霊王                                   | 中山国           | 中山王𫲨𧊒               | 趙               |
| 垂沙の戦い       | 前301年           | 斉・韓・魏・秦          | 匡章・暴鳶・公孫喜・庶長奐               | 楚               | 唐眜                     | 四国連衡軍       |
| 函谷関の戦い     | 前298年 - 前296年 | 斉・韓・魏              | 匡章                                     | 秦               | 不明                     | 三国合従軍       |
| 伊闕の戦い       | 前293年           | 秦                      | 白起                                     | 韓・魏           | 公孫喜                   | 秦               |
| 宋攻略           | 前286年           | 斉・楚・魏              | 韓珉                                     | 宋               | 康王                     | 斉               |
| 済西の戦い       | 前284年           | 燕・趙・韓・魏・秦      | 楽毅・廉頗・暴鳶・晋鄙・白起             | 斉               | 不明                     | 五国合従軍       |
| 黔中の戦い       | 前280年           | 秦                      | 司馬錯                                   | 楚               | 不明                     | 秦               |
| 即墨の戦い       | 前284年 - 前279年 | 燕                      | 楽毅・騎劫                               | 斉               | 田単                     | 斉               |
| 鄢・郢の戦い     | 前279年 - 前278年 | 秦                      | 白起                                     | 楚               | 不明                     | 秦               |
| 華陽の戦い       | 前273年           | 秦                      | 白起・公孫胡昜                           | 趙・魏           | 賈偃・芒卯               | 趙               |
| 閼与の戦い       | 前269年           | 秦                      | 公孫胡昜                                 | 趙               | 趙奢                     | 趙               |
| 陘城の戦い       | 前264年           | 秦                      | 白起                                     | 韓               | 不明                     | 秦               |
| 長平の戦い       | 前260年           | 秦                      | 王齕・白起                               | 趙               | 廉頗・趙括               | 秦               |
| 邯鄲の戦い       | 前259年 - 前257年 | 秦                      | 王陵・王齕・鄭安平                       | 趙・魏           | 廉頗・晋鄙               | 趙               |
| 西周・周朝攻略   | 前256年           | 秦                      | 摎                                       | 周・西周         | 赧王・西周武公・西周文公 | 秦               |
| 鄗・代の戦い     | 前251年           | 燕                      | 栗腹・卿秦                               | 趙               | 楽乗・廉頗               | 趙               |
| 東周攻略         | 前249年           | 秦                      | 呂不韋                                   | 東周             | 昭文君                   | 秦               |
| 河外の戦い       | 前247年           | 魏・趙・韓・楚・燕      | 魏無忌                                   | 秦               | 蒙驁                     | 五国合従軍       |
| 趙・匈奴の戦い   | 前244年           | 趙                      | 李牧                                     | 匈奴             | 不明                     | 趙               |
| 函谷関の戦い     | 前241年           | 趙・燕・魏・韓・楚      | 龐煖                                     | 秦               | 呂不韋                   | 秦               |
| 蕞の戦い         | 前241年           | 趙・燕・魏・韓・楚      | 龐煖                                     | 秦               | 呂不韋                   | 秦               |
| 衍氏の戦い       | 前238年           | 秦                      | 楊端和                                   | 魏               | 不明                     | 秦               |
| 鄴の戦い         | 前236年           | 秦                      | 王翦・桓齮・楊端和                       | 趙               | 不明                     | 秦               |
| 平陽の戦い       | 前234年           | 秦                      | 桓齮                                     | 趙               | 扈輒                     | 秦               |
| 肥下の戦い       | 前233年           | 秦                      | 桓齮                                     | 趙               | 李牧                     | 趙               |
| 番吾の戦い       | 前232年           | 秦                      | 不明                                     | 趙               | 李牧・司馬尚             | 趙               |
| 韓攻略           | 前230年           | 秦                      | 内史騰                                   | 韓               | 韓王安                   | 秦               |
| 趙攻略           | 前228年           | 秦                      | 王翦・羌瘣・楊端和                       | 趙               | 幽繆王・顔聚・趙葱       | 秦               |
| 城父の戦い       | 前225年           | 秦                      | 李信・蒙恬                               | 楚               | 項燕                     | 楚               |
| 魏攻略           | 前225年           | 秦                      | 王賁                                     | 魏               | 魏王假                   | 秦               |
| 楚攻略           | 前225年 - 前223年 | 秦                      | 王翦・蒙武                               | 楚               | 楚王負芻・項燕・昌平君   | 秦               |
| 燕・代攻略       | 前226年 - 前222年 | 秦                      | 王翦・王賁                               | 燕・代           | 燕王喜・燕太子丹・代王嘉 | 秦               |
| 斉攻略           | 前221年           | 秦                      | 王賁・蒙恬                               | 斉               | 斉王建                   | 秦               |

## 秦代 (前221年 - 前207年)
- 前214年 - 前213年 - 秦の蒙恬による匈奴遠征（秦長城）

## 漢（前206 - 220）
- 前209年 - 陳勝・呉広の乱
- 前209年 - 戯の戦い
- 前208年 - 項羽と劉邦が秦を滅ぼした戦い
- 前207年 - 鉅鹿の戦い
- 前207年 - 漳汙の戦い
- 前206年 - 前202年 - 楚漢戦争
  - 前206年 - 三秦戦役
  - 前206年 - 陳倉の戦い
  - 前205年 - 彭城の戦い
  - 前205年 - 成皋の戦い（『史記』高祖本紀と同書項羽本紀の記載は矛盾しており、歴史地理学は項羽本紀の信憑性が高いとみなしている）
  - 前205年 - 劉賈と彭越の連合軍が西楚に進攻した戦い
  - 前205年 - 韓信が代・趙・燕・斉を破った戦い
  - 前205年 - 安邑の戦い
  - 前204年 - 井陘の戦い
  - 前203年 - 濰水の戦い、韓信と彭越の連合軍が西楚に進攻した戦い
  - 前202年 - 垓下の戦い
- 前201年 - 前36年 - 漢匈戦争
- 前200年 - 白登の戦い
- 前180年 - 諸呂の乱
- 前154年 - 七国の乱
- 前154年 - 下邑の戦い
- 前144年 - 上郡の戦い
- 前133年 - 馬邑の戦い
- 前127年 - 河南の戦い
- 前124年 - 漠南の戦い
- 前121年 - 河西の戦い
- 前119年 - 漠北の戦い
- 漢の南方拡大
- 前112年冬 - 漢が南越を平定した戦い
- 前111年冬 - 漢が東越を平定した戦い
- 前111年 - 前110年 - 漢が西羌を平定した戦い
- 前108年 - 漢が朝鮮を滅ぼした戦い
- 前102年 - 漢が大宛を攻めた戦い
- 前99年 - 浚稽山の戦い
- 前90年 - 燕然山の戦い
- 前61年 - 趙充国平西羌の戦い
- 前36年 - 郅支の戦い
- 17年 - 25年 - 緑林の乱
- 18年 - 27年 - 赤眉の乱
- 22年 - 成昌の戦い
- 23年 - 昆陽の戦い
- 26年 - 杜陵の戦い
- 27年 - 湖県の戦い
- 27年 - 崤底の戦い
- 27年 - 宜陽の戦い
- 23年 - 26年 - 劉秀が河北統一した戦い
- 24年 - 27年 - 劉秀が関中・洛陽を攻めた戦い
- 25年 - 後漢の統一戦争
- 26年 - 後漢が関東を統一した戦い
- 26年春 - 漳水の戦い
- 26年 - 睢陽の戦い
- 27年 - 黎丘の戦い
- 29年 - 祝阿・臨淄の戦い
- 30年 - 後漢が隴西を平定した戦い
- 30年 - 185年 - 後漢と羌の戦争
- 32年 - 天水の戦い
- 33年 - 158年 - 後漢と匈奴の戦争
- 35年 - 後漢が蜀を滅ぼした戦い
- 35年 - 後漢が公孫述を攻めた戦い
- 35年 - 広都・成都の戦い
- 42年春 - 馬援の嶺南遠征
- 45年 - 186年 - 後漢と鮮卑の戦争
- 73年 - 175年 - 後漢と西域各国の戦争
- 75年 - 76年 - 疏勒城の戦い
- 89年 - 稽落山の戦い
- 115年 - 赤亭の戦い
- 172年 - 坐原戦役
- 184年 - 192年 - 黄巾の乱
- 184年 - 長社の戦い
- 184年 - 広宗の戦い
- 184年 - 下曲陽の戦い
- 184年 - 五斗米道
- 184年 - 189年 - 涼州の乱
- 185年 - 黒山軍
- 188年 - 白波

## 三国時代（184 - 280）
- 190年：董卓討伐戦
  - 190年：魯陽の戦い
- 191年：界橋の戦い
- 191年：襄陽の戦い
- 191年 - 208年：曹操による華北統一戦争
  - 192年：武陽の戦い
  - 192年：兗州の戦い
  - 192年：龍湊の戦い
  - 192年：巨馬水の戦い
  - 195年：定陶の戦い
  - 197年 - 199年：曹操が袁術を討伐した戦い
  - 198年：穣城の戦い
  - 198年：下邳の戦い
  - 200年：黄河渡口官渡の戦い
    - 200年：徐州の戦い
    - 200年：白馬の戦い
    - 200年：延津の戦い
    - 200年：烏巣の戦い
    - 200年：倉亭の戦い

  - 205年：南皮の戦い
  - 207年：白狼山の戦い
- 195年 - 199年：孫策が江東を平定した戦い
  - 195年：曲阿の戦い
- 198年：易京の戦い
- 203年：夏口の戦い
- 208年：博望坡の戦い
- 208年：長坂坡の戦い
- 208年：江夏の戦い
- 208年：赤壁の戦い
  - 208年：夷陵の戦い
  - 208年：江陵の戦い
- 208年：林歴山の戦い
- 211年：潼関の戦い
- 212年 - 214年：益州の戦い
- 214年：皖城の戦い
- 215年：逍遙津の戦い
- 215年：巴西の戦い
- 218年 - 219年：漢中の戦い
- 219年：樊城の戦い
- 219年：江陵の戦い
- 221年 - 222年：夷陵の戦い
- 223年：濡須口の戦い
- 224年：広陵の戦い
- 225年：諸葛亮南征
- 228年 - 234年：諸葛亮北伐
  - 228年：街亭の戦い
- 234年 - 237年：呉が山越を平定した戦い
- 238年：魏が公孫淵を遼東で滅ぼした戦い
- 244年：興勢の戦い
- 244年 - 245年：曹魏と高句麗の戦争
- 249年：曲城の戦い
- 251年：王淩の乱
- 252年：東興の戦い
- 253年 - 262年：姜維の北伐
- 253年：南安・合肥の戦い
- 255年：毌丘倹・文欽の乱
- 257年 - 258年：寿春の戦い
- 263年：魏が蜀を滅ぼした戦い
- 264年：鍾会の乱
- 264年：永安の戦い
- 272年：西陵の戦い

## 晋 (265 - 420)・五胡十六国 (304 - 439）
- 279年：涼州の戦い
- 279年：晋が呉を滅ぼした戦い
- 291年 - 306年：八王の乱
- 296年 - 315年：西晋末年の流民の乱
- 305年 - 307年：陳敏の乱
- 311年：永嘉の乱
- 311年：寧平城の戦い
- 311年 - 315年：杜弢の乱
- 312年：襄国の戦い
- 314年：幽州の戦い
- 316年：長安の戦い
- 317年：滎陽の戦い
- 319年：浚儀の戦い
- 319年：棘城の戦い
- 320年：趙平大秦の戦い
- 327年：蘇峻の乱
- 328年：洛陽の戦い
- 346年：晋が成漢を平定した戦い
- 350年 - 352年：襄国の戦い
- 351年：前燕が冉魏を滅ぼした戦い
- 354年：晋が前秦を攻めた戦い
- 354年：魯口の戦い
- 355年：広固の戦い
- 361年：野王の戦い
- 369年：晋が前燕を攻めた戦い
- 369年：前秦が前燕を滅ぼした戦い
- 376年：前秦が代国を滅ぼした戦い
- 383年：呂光が亀茲を攻めた戦い
- 383年：淝水の戦い
- 386年 - 439年：北魏の華北統一戦争
- 387年：涼州の戦い
- 389年：大界の戦い
- 390年：杏城鎮の戦い
- 390年：北魏が劉衛辰を滅ぼした戦い
- 392年：呂光が西秦を攻めた戦い
- 393年：後燕が西燕を滅ぼした戦い
- 395年：参合陂の戦い
- 396年：北魏が後燕を攻めた戦い
- 399年 - 402年：孫恩の乱
- 402年 - 411年：盧循の乱
- 404年：覆舟山の戦い
- 404年：桓玄の乱
- 409年：劉裕が南燕を滅ぼした戦い
- 416年：劉裕が後秦を滅ぼした戦い

## 南北朝 (420—589)
| 名称                     | 日時          |
| ------------------------ | ------------- |
| 河南の戦い               | 422年         |
| 謝晦の乱                 | 426年         |
| 西秦が北涼を攻めた戦い   | 426年         |
| 統万の戦い               | 426年         |
| 統万の戦い               | 427年         |
| 魏が柔然を攻めた戦い     | 429年         |
| 河南の戦い               | 430年         |
| 平涼の戦い               | 430年         |
| 魏燕の戦い               | 432年         |
| 漢中の戦い               | 433年         |
| 魏が北涼を滅ぼした戦い   | 439年         |
| 雍州の戦い               | 449年         |
| 陝城の戦い               | 450年         |
| 河南の戦い               | 452年         |
| 劉義宣の乱               | 454年         |
| 広陵の戦い               | 459年         |
| 劉子勛の乱               | 466年         |
| 彭城の戦い               | 466年         |
| 青州の戦い               | 467年 - 469年 |
| 建康の戦い               | 474年         |
| 南斉と北魏の戦争         | 479年 - 500年 |
| 寿陽の戦い               | 479年         |
| 北魏による百済攻撃       | 488年         |
| 淮漢の戦い               | 494年         |
| 漢中の戦い               | 495年         |
| 南陽の戦い               | 497年         |
| 鍾離・義陽の戦い         | 503年         |
| 合肥の戦い               | 506年         |
| 鍾離の戦い               | 507年         |
| 硤石の戦い               | 515年         |
| 梁と北魏の戦争           | 503年 - 527年 |
| 陳慶之の北伐             | 529年         |
| 韓陵の戦い               | 532年         |
| 北魏分裂                 | 534年至次年   |
| 潼関の戦い               | 537年         |
| 沙苑の戦い               | 537年         |
| 邙山の戦い               | 543年         |
| 玉壁の戦い               | 546年         |
| 侯景の乱                 | 547年 - 552年 |
| 江陵の戦い               | 554年 - 555年 |
| 北斉が梁を攻めた戦い     | 556年         |
| 洛陽の戦い               | 564年         |
| 沌口の戦い               | 567年         |
| 宜陽・汾北の戦い         | 569年         |
| 北周による華北統一       | 572年 - 577年 |
| 北周が北斉を滅ぼした戦い | 575年 - 577年 |
| 河陰の戦い               | 575年         |
| 平陽の戦い               | 576年         |
| 尉遅迥の乱               | 580年         |
| 王謙の乱                 | 580年         |
| 利州の戦い               | 580年         |
| 武渉の戦い               | 580年         |
| 鄴城の戦い               | 580年         |
| 梁郡の戦い               | 580年         |
| 金郷の戦い               | 580年         |
| 始州の戦い               | 580年         |

## 隋 (589年 - 618年)
| 戦役名稱                                   | 日期          |
| ------------------------------------------ | ------------- |
| 隋の統一戦争                               | 581年 - 589年 |
| 豊利山の戦い                               | 581年         |
| 高熲が陳を攻めた戦い                       | 581年         |
| 突厥が隋を攻めた戦い                       | 581年         |
| 陳叔陵の乱                                 | 582年         |
| 甑山・溳口の戦い                           | 582年         |
| 可洛峐山の戦い                             | 582年         |
| 周槃の戦い                                 | 582年         |
| 隋が突厥に反撃した戦い                     | 583年         |
| 白道の戦い                                 | 583年         |
| 高宝寧の乱                                 | 583年         |
| 高越原の戦い                               | 583年         |
| 沙鉢略可汗と阿波可汗の戦い                 | 583年         |
| 砂城の戦い                                 | 583年         |
| 隋の梁遠が吐谷渾を討った戦い               | 583年         |
| 隋の賀婁子幹が吐谷渾を討った戦い           | 584年         |
| 章大宝の乱                                 | 585年         |
| 後梁の戚昕が陳の公安を襲撃した戦い         | 585年         |
| 隋が沙鉢略可汗を助けて阿波可汗を討った戦い | 585年         |
| 莫何可汗が阿波可汗を討った戦い             | 587年         |
| 隋が陳を滅ぼした戦い                       | 588年 - 589年 |
| 狼尾灘の戦い                               | 588年         |
| 歧亭・延州の戦い                           | 589年         |
| 白土崗の戦い                               | 589年         |
| 湘州の戦い                                 | 589年         |
| 南康の戦い                                 | 589年         |
| 隋による三呉平定                           | 589年         |
| 南定州の戦い                               | 589年         |
| 隋による江南平定                           | 590年春       |
| 隋による党項平定                           | 595年 - 596年 |
| 隋が爨翫の昆州を平定した戦い               | 597年         |
| 李光仕の乱                                 | 597年         |
| 李世賢の乱                                 | 597年         |
| 隋の文帝による高句麗遠征                   | 598年         |
| 隋が突厥を討った戦い                       | 599年         |
| 隋と突厥の達頭可汗の戦い                   | 599年         |
| 隋が達頭可汗を討った戦い                   | 600年         |
| 李英林の乱                                 | 600年         |
| 隋の衛文昇による僚人の乱の平定             | 601年         |
| 隋の馮盎による僚人の乱の平定               | 601年         |
| 楊素が突厥を討った戦い                     | 602年         |
| 隋による李仏子平定                         | 602年         |
| 楊諒の乱                                   | 604年         |
| 隋による林邑遠征                           | 605年         |
| 隋による契丹遠征                           | 605年         |
| 隋による鉄勒遠征                           | 607年         |
| 隋が伊吾を滅ぼした戦い                     | 608年         |
| 隋による吐谷渾遠征                         | 608年 - 609年 |
| 建国門事変                                 | 610年         |
| 隋による流求遠征                           | 610年         |
| 西突厥の射匱可汗が処羅可汗を討った戦い     | 610年         |
| 隋末の農民反乱                             | 610年 - 618年 |
| 尉文通の乱                                 | 610年         |
| 王万昌の乱                                 | 610年         |
| 李密・翟譲の乱                             | 610年 - 617年 |
| 王薄の乱                                   | 611年         |
| 劉覇道の乱                                 | 611年         |
| 孫安祖の乱                                 | 611年         |
| 高士達の乱                                 | 611年         |
| 竇建徳の乱                                 | 611年 - 621年 |
| 張金称の乱                                 | 611年 - 615年 |
| 隋の煬帝による第一次高句麗遠征             | 612年         |
| 劉元進の乱                                 | 613年         |
| 杜伏威の乱                                 | 613年 - 625年 |
| 孟海公の乱                                 | 613年         |
| 韓相国の乱                                 | 613年         |
| 彭孝才の乱                                 | 613年         |
| 宋子賢の乱                                 | 613年         |
| 杜彦冰の乱                                 | 613年         |
| 李徳逸の乱                                 | 613年         |
| 韓進洛・甄宝車の乱                         | 613年         |
| 白瑜娑の乱                                 | 613年         |
| 郭方預の乱                                 | 613年         |
| 孟譲の乱                                   | 613年         |
| 郝孝徳の乱                                 | 613年         |
| 格謙の乱                                   | 613年         |
| 隋の煬帝による第二次高句麗遠征             | 613年         |
| 楊玄感の乱                                 | 613年         |
| 陳填・梁慧尚・李三児の乱                   | 613年         |
| 朱燮の乱                                   | 613年         |
| 管崇の乱                                   | 613年         |
| 呂明星の乱                                 | 613年         |
| 向海明の乱                                 | 613年         |
| 杜伏威が宋顥を滅ぼした戦い                 | 613年         |
| 唐弼の乱                                   | 614年         |
| 張大彪・宗世模の乱                         | 614年         |
| 劉迦論の乱                                 | 614年         |
| 鄭文雅・林宝護の乱                         | 614年         |
| 隋の煬帝による第三次高句麗遠征             | 614年         |
| 楊公卿の乱                                 | 614年         |
| 司馬長安の乱                               | 614年         |
| 劉苗王の乱                                 | 614年         |
| 王徳仁の乱                                 | 614年         |
| 左孝友の乱                                 | 614年         |
| 盧明月の乱                                 | 614年         |
| 顔宣政の乱                                 | 615年         |
| 王須抜・魏刀児の乱                         | 615年         |
| 楊仲緒の乱                                 | 615年         |
| 龍門の戦い                                 | 615年         |
| 張起緒の乱                                 | 615年         |
| 雁門包囲                                   | 615年         |
| 李子通の乱                                 | 615年         |
| 魏騏驎の乱                                 | 615年         |
| 敬盤陀・柴保昌の乱                         | 615年         |
| 李淵による汾晋の乱軍剿撫                   | 615年         |
| 朱粲の乱                                   | 615年 - 617年 |
| 翟松柏の乱                                 | 616年         |
| 盧公暹の乱                                 | 616年         |
| 甄翟児が太原を攻めた戦い                   | 616年         |
| 孫華の乱                                   | 616年         |
| 趙万海の乱                                 | 616年         |
| 操師乞・林士弘の乱                         | 616年         |
| 茘非世雄の乱                               | 616年         |
| 杜揚州・沈覓敵の乱                         | 616年         |
| 大海寺の戦い                               | 616年         |
| 雀鼠谷の戦い                               | 616年         |
| 李淵が突厥を討った戦い                     | 616年         |
| 隋の王仁恭が突厥を討った戦い               | 616年         |
| 羅芸の乱                                   | 616年         |
| 杜伏威が陳稜を討った戦い                   | 617年         |
| 徐円朗の乱                                 | 617年         |
| 洛口倉の戦い                               | 617年         |
| 石子河の戦い                               | 617年         |
| 王子英の乱                                 | 617年         |
| 梁師都の乱                                 | 617年         |
| 劉武周の乱                                 | 617年         |
| 張子路の乱                                 | 617年         |
| 李通徳の乱                                 | 617年         |
| 郭子和の乱                                 | 617年         |
| 薛挙の乱                                   | 617年         |
| 突厥が晋陽を攻めた戦い                     | 617年         |
| 河間の戦い                                 | 617年         |
| 楊世洛の乱                                 | 617年         |
| 黒石の戦い                                 | 617年         |
| 蕭銑の乱                                   | 617年         |
| 竇建徳が魏刀児を併呑した戦い               | 617年         |
| 綦公順の乱                                 | 617年         |
| 張善安の乱                                 | 617年         |
| 李軌の乱                                   | 617年         |
| 洛南の戦い                                 | 618年         |
| 宇文化及による江都の乱                     | 618年         |
| 顕福宮の戦い                               | 618年         |
| 沈法興の乱                                 | 618年         |
| 徐世勣が王徳仁を討った戦い                 | 618年         |
| 黎陽の戦い                                 | 618年         |
| 邙山の戦い                                 | 618年         |
| 竇建徳が冀州を攻略した戦い                 | 618年         |
| 竇建徳が幽州を攻略した戦い                 | 618年         |

## 唐 (618 - 907)
| 名称                         | 日時                |
| ---------------------------- | ------------------- |
| 霍邑の戦い                   | 617年               |
| 唐の統一戦争                 | 618年 - 624年       |
| 浅水原の戦い                 | 618年               |
| 柏壁の戦い                   | 619年               |
| 唐と突厥の戦争               | 620年 - 657年       |
| 洛陽・虎牢の戦い             | 620年               |
| 虎牢の戦い                   | 621年               |
| 唐が蕭銑を平定した戦い       | 621年               |
| 洺水の戦い                   | 622年               |
| 霊州の戦い                   | 622年               |
| 下博の戦い                   | 622年               |
| 唐が劉黒闥を滅ぼした戦い     | 622年               |
| 唐と吐蕃の戦争               | 623年 - 907年至唐亡 |
| 岷州の戦い                   | 623年               |
| 唐が輔公祏を滅ぼした戦い     | 623年               |
| 五隴阪の戦い                 | 624年               |
| 玄武門事変                   | 626年               |
| 涇陽の戦い                   | 626年               |
| 唐が東突厥を滅ぼした戦い     | 629年               |
| 唐による吐谷渾遠征           | 635年               |
| 松州の戦い                   | 638年               |
| 唐による高昌遠征             | 640年               |
| 唐による薛延陀遠征           | 641年               |
| 唐による焉耆遠征             | 644年               |
| 唐の高句麗遠征               | 645年 - 668年       |
| 安市城の戦い                 | 645年               |
| 唐が薛延陀を滅ぼした戦い     | 646年               |
| 唐が亀茲を攻めた戦い         | 648年               |
| 唐が西突厥を滅ぼした戦い     | 657年               |
| 唐が百済を滅ぼした戦い       | 660年               |
| 唐と契丹・奚の戦争           | 660年 - 887年       |
| 平壌の戦い                   | 661年               |
| 天山の戦い                   | 662年               |
| 白江口の戦い                 | 663年               |
| 唐の第3次高句麗遠征          | 666年 - 668年       |
| 大非川の戦い                 | 670年               |
| 唐・新羅戦争                 | 670年 - 676年       |
| 青海の戦い                   | 678年               |
| 裴行倹が西突厥を破った戦い   | 679年               |
| 朔州・黒山の戦い             | 679年               |
| 裴行倹が伏念を攻めた戦い     | 681年               |
| 雲州の戦い                   | 682年               |
| 骨篤禄が唐を攻めた戦い       | 682年 - 689年       |
| 徐敬業の乱                   | 684年               |
| 両井の戦い                   | 686年               |
| 唐諸王反武則天の戦い         | 688年               |
| 安西の戦い                   | 692年               |
| 素羅汗山の戦い               | 696年               |
| 黄麞谷の戦い                 | 696年               |
| 東硤石谷の戦い               | 697年               |
| 天門嶺の戦い                 | 698年               |
| 神龍政変                     | 705年               |
| 冷陘の戦い                   | 712年               |
| 灤水谷の戦い                 | 714年               |
| 武街の戦い                   | 714年               |
| 撥換城の戦い                 | 717年               |
| 青海の戦い                   | 727年               |
| 瓜州の戦い                   | 727年               |
| 石堡城の戦い                 | 729年               |
| 唐による契丹遠征             | 730年               |
| 積石軍の戦い                 | 747年               |
| 唐撃小勃律の戦い             | 747年               |
| 青海の戦い                   | 748年               |
| 石堡城の戦い                 | 749年               |
| タラス河畔の戦い             | 751年               |
| 唐と南詔の戦争               | 750年 - 875年       |
| 安史の乱                     | 755年 - 763年       |
| 范陽起兵                     | 755年               |
| 滎陽の戦い                   | 755年               |
| 安禄山軍による東都占領       | 755年               |
| 郭子儀による反乱軍討伐       | 755年               |
| 常山の戦い                   | 756年               |
| 雍丘の戦い                   | 756年               |
| 九門の戦い                   | 756年               |
| 嘉山の戦い                   | 756年               |
| 南陽の戦い                   | 756年               |
| 霊宝の戦い                   | 756年               |
| 陳涛斜の戦い                 | 756年               |
| 寧陵の戦い                   | 756年               |
| 太原の戦い                   | 757年               |
| 睢陽の戦い                   | 757年               |
| 唐が両京を奪回した戦い       | 757年               |
| 河東の戦い                   | 757年               |
| 唐が長安を奪回した戦い       | 757年               |
| 唐が洛陽を奪回した戦い       | 757年               |
| 鄴城の戦い                   | 758年               |
| 河陽の戦い                   | 759年               |
| 邙山の戦い                   | 761年               |
| 唐が再び東京を奪回した戦い   | 762年               |
| 唐が史朝義を滅ぼした戦い     | 762年               |
| 邠州の戦い                   | 764年               |
| 奉天・霊台の戦い             | 765年               |
| 霊武・宜禄・塩倉・百城の戦い | 773年               |
| 剣南・西川の戦い             | 779年               |
| 臨洺の戦い                   | 781年               |
| 洹水の戦い                   | 782年               |
| 魏州の戦い                   | 782年               |
| 涇原兵変                     | 783年 - 784年       |
| 奉天の戦い                   | 783年               |
| 貝州の戦い                   | 784年               |
| 李晟が長安を奪回した戦い     | 784年               |
| 河中の戦い                   | 784年 - 785年       |
| 汧城の戦い                   | 786年               |
| 神川の戦い                   | 794年               |
| 維州の戦い                   | 801年               |
| 唐が吐蕃の維州を破った戦い   | 802年               |
| 蔡州の戦い                   | 817年               |
| 劉稹の乱                     | 843年 - 844年       |
| 交趾の戦い                   | 859年 - 866年       |
| 龐勛の乱                     | 868年               |
| 成都の戦い                   | 869年 - 870年       |
| 王仙芝の乱                   | 875年               |
| 唐末農民戦争                 | 875年 - 884年       |
| 黄巣が中原を転戦した戦い     | 877年 - 878年       |
| 黄巣が福州に南下した戦い     | 878年               |
| 信州の戦い                   | 880年               |
| 黄巣による東都攻撃           | 880年               |
| 潼関の戦い                   | 880年               |
| 長安の戦い                   | 880年               |
| 黄巣による長安攻撃           | 881年               |
| 唐が長安を奪回した戦い       | 883年               |
| 唐が大斉を滅ぼした戦い       | 884年               |
| 河東の戦い                   | 902年               |

## 北宋（960 - 1127）
| 戦役名称                                                  | 日期            |
| --------------------------------------------------------- | --------------- |
| 北宋統一戦争                                              | 962年 - 979年   |
| 荊湖の戦い                                                | 963年           |
| 宋が後蜀を滅ぼした戦い                                    | 964年           |
| 剣門の戦い                                                | 964年           |
| 夔州の戦い                                                | 964年           |
| 宋が南漢を滅ぼした戦い                                    | 970年           |
| 韶州の戦い                                                | 970年           |
| 宋が南唐を滅ぼした戦い                                    | 974年—975年     |
| 采石の戦い                                                | 974年           |
| 秦淮河の戦い                                              | 975年           |
| 皖口の戦い                                                | 975年           |
| 宋が北漢を滅ぼした戦い                                    | 979年           |
| 宋遼戦争（辺関地道遺跡）                                  | 979年 - 1004年  |
| 高梁河の戦い                                              | 979年           |
| 満城の戦い                                                | 979年           |
| 雁門の戦い                                                | 980年           |
| 瓦橋関の戦い                                              | 980年           |
| 白藤江の戦い (981年)                                      | 981年           |
| 宋夏戦争                                                  | 982年 - 1127年  |
| 岐溝関の戦い                                              | 986年           |
| 君子館の戦い                                              | 986年冬         |
| 代州の戦い                                                | 986年           |
| 徐河の戦い                                                | 989年           |
| 王小波・李順の乱                                          | 993年 - 996年   |
| 河北の戦い                                                | 999年 - 1000年  |
| 澶州の戦い                                                | 1004年          |
| 契丹の高麗侵攻 （第一次、第二次、第三次、第四次、第五次） | 993年 - 1019年  |
| 亀州大捷                                                  | 1019年          |
| 鄯州の戦い                                                | 1035年          |
| 宋夏戦争                                                  | 1038年          |
| 延州の戦い                                                | 1040年          |
| 好水川の戦い                                              | 1041年          |
| 定川寨の戦い                                              | 1042年          |
| 河南・涼州の戦い                                          | 1049年          |
| 崑崙関の戦い                                              | 1053年          |
| 断塢道の戦い                                              | 1057年          |
| 宋が河州・岷州などを奪回した戦い                          | 1073年          |
| 定羌城の戦い                                              | 1074年          |
| 宋越熙寧戦争                                              | 1075年 - 1076年 |
| 霊州の戦い                                                | 1081年          |
| 永楽城の戦い                                              | 1082年          |
| 西夏・吐蕃が宋を攻めた戦い                                | 1087年          |
| 金と遼の戦争                                              | 1114年 - 1125年 |
| 寧江州の戦い                                              | 1114年          |
| 出河店の戦い                                              | 1114年          |
| 達魯古城の戦い                                            | 1115年          |
| 護歩達崗の戦い                                            | 1115年          |
| 晏州の戦い                                                | 1115年          |
| 宋江の乱                                                  | 1119年          |
| 方臘の乱                                                  | 1120年          |
| 宋・金が遼を滅ぼす                                        | 1120年 - 1125年 |
| 幇源洞の戦い                                              | 1121年          |
| 苗劉兵変                                                  | 1129年          |
| 宋が李成を攻めた戦い                                      | 1129年 - 1131年 |

## 宋金戦争（1125 - 1234）
| 戦役名称                     | 日期            |
| ---------------------------- | --------------- |
| 靖康の変                     | 1125年 - 1127年 |
| 太原の戦い                   | 1125年 - 1126年 |
| 邵興抗金の乱                 | 1127年 - 1128年 |
| 八字軍                       | 1127年 - 1133年 |
| 紅巾軍抗金の乱               | 1127年          |
| 丁進の乱                     | 1127年          |
| 宋金川陝争奪戦               | 1127年 - 1134年 |
| 鍾相・楊么の乱               | 1130年 - 1135年 |
| 黄天蕩の戦い                 | 1130年          |
| 建州の戦い                   | 1130年 - 1132年 |
| 下沚江の戦い                 | 1130年 - 1131年 |
| 富平の戦い                   | 1130年          |
| 縮頭湖の戦い                 | 1131年          |
| 和尚原の戦い                 | 1131年          |
| 徳安の戦い                   | 1132年          |
| 饒鳳関の戦い                 | 1133年          |
| 固石洞の戦い                 | 1133年          |
| 陽武口の戦い                 | 1133年          |
| 仙人関の戦い                 | 1134年          |
| 社木寨の戦い                 | 1134年          |
| 岳飛が襄陽六郡を奪回した戦い | 1134年          |
| 大儀の戦い                   | 1134年          |
| 洞庭湖の戦い                 | 1135年          |
| 順昌の戦い                   | 1140年          |
| 郾城の戦い                   | 1140年          |
| 柘皋の戦い                   | 1141年          |
| 剡家湾の戦い                 | 1141年          |
| 魏勝抗金の乱                 | 1161年 - 1164年 |
| 皁角林の戦い                 | 1161年          |
| 徳順軍の戦い                 | 1161年 - 1163年 |
| 陳家島海戦                   | 1161年          |
| 采石磯の戦い                 | 1161年          |
| 海州の戦い                   | 1162年          |
| 韓侂冑が金を攻めた戦い       | 1206年          |
| 金軍が三道から宋を攻めた戦い | 1219年          |

## モンゴルによる征服（中国境内）（1125 - 1279）
| 戦役名称                                                     | 日期            |
| ------------------------------------------------------------ | --------------- |
| チンギス・カンによるモンゴル統一の戦い                       | 1189年 - 1206年 |
| 十三翼の戦い                                                 | 1189年          |
| クイテンの戦い                                               | 1202年秋        |
| カラ・カルジド砂漠の戦い                                     | 1203年春        |
| 納忽昏山・不黒都児麻の戦い                                   | 1204年春        |
| モンゴル・元朝による中国統一                                 | 1205年 - 1279年 |
| モンゴルと西夏の戦争                                         | 1205年 - 1227年 |
| 僕散揆が宋を攻めた戦い                                       | 1206年          |
| 六合の戦い                                                   | 1206年          |
| 秦州の戦い                                                   | 1207年          |
| モンゴル・金戦争                                             | 1211年 - 1234年 |
| 辺堡寨の戦い（金界壕）                                       | 1211年          |
| 野狐嶺の戦い                                                 | 1211年          |
| 紅襖軍抗金の乱                                               | 1211年          |
| チンギス・カンが三路により金を攻めた戦い                     | 1213年 - 1214年 |
| 中都の戦い                                                   | 1214年          |
| 北京の戦い                                                   | 1215年          |
| 潼関・南京の戦い                                             | 1216年          |
| モンゴルの西遼征服                                           | 1217年          |
| 襄陽の戦い                                                   | 1217年          |
| 棗陽の戦い                                                   | 1217年          |
| 棗陽の戦い                                                   | 1219年          |
| モンゴルのホラズム・シャー朝征服（モンゴル帝国の第一次西征） | 1219年 - 1224年 |
| 河中の戦い                                                   | 1219年 - 1221年 |
| ブハラの戦い                                                 | 1220年春        |
| サマルカンドの戦い                                           | 1220年          |
| ウルゲンチの戦い                                             | 1220年春        |
| 僕散安貞が宋を攻めた戦い                                     | 1221年          |
| ニーシャープールの戦い                                       | 1221年          |
| バーミヤーンの戦い                                           | 1221年秋        |
| インダス河畔の戦い                                           | 1221年          |
| タリカンの戦い                                               | 1221年春夏      |
| カルカ河畔の戦い                                             | 1223年          |
| モンゴルの高麗侵攻                                           | 1231年 - 1273年 |
| 三峰山の戦い                                                 | 1232年          |
| 汴京の戦い                                                   | 1232年 - 1233年 |
| 蔡州の戦い                                                   | 1233年 - 1234年 |
| 端平入洛                                                     | 1234年          |
| モンゴル・南宋戦争                                           | 1234年 - 1279年 |
| 窩闊台攻宋の戦い                                             | 1235年 - 1241年 |
| 沔州の戦い                                                   | 1235年          |
| モンゴル帝国の第二次西征                                     | 1236年 - 1242年 |
| 真州の戦い                                                   | 1236年          |
| 陽平関の戦い                                                 | 1236年          |
| 江陵の戦い                                                   | 1236年          |
| 黄州の戦い                                                   | 1237年          |
| 廬州の戦い                                                   | 1238年          |
| 京襄の戦い                                                   | 1238年          |
| 大埡寨の戦い                                                 | 1239年          |
| キエフの戦い                                                 | 1240年冬        |
| モヒの戦い                                                   | 1241年          |
| 余玠が蜀を守った戦い                                         | 1243年          |
| 寿春の戦い                                                   | 1244年          |
| フレグの西征（モンゴル帝国の第三次西征）                     | 1256年 - 1259年 |
| モンゴル帝国が大理を滅ぼした戦い                             | 1253年          |
| モンケが宋を攻めた戦い                                       | 1253年 - 1259年 |
| 押赤城の戦い                                                 | 1254年          |
| モンゴル帝国が四川を攻めた戦い（得漢城・小寧城・礼義城）     | 1256年          |
| モンゴル帝国が安南を攻めた戦い                               | 1257年          |
| ネウリンが四川を攻めた戦い（雲頂城）                         | 1257年          |
| 鄂州の戦い                                                   | 1258年 - 1259年 |
| 釣魚城の戦い（釣魚城遺跡）                                   | 1258年 - 1259年 |
| モンゴル帝国帝位継承戦争                                     | 1260年 - 1264年 |
| 李璮の乱                                                     | 1262年          |
| 虎嘯山の戦い                                                 | 1264年          |
| 襄陽・樊城の戦い                                             | 1267年 - 1273年 |
| 淮西の戦い                                                   | 1273年 - 1275年 |
| 郢州の戦い                                                   | 1274年          |
| 沙陽・新城の戦い                                             | 1274年          |
| 鄂州の戦い                                                   | 1274年          |
| 嘉定の戦い                                                   | 1274年 - 1275年 |
| 丁家洲の戦い                                                 | 1275年          |
| 岳州の戦い                                                   | 1275年          |
| 焦山の戦い                                                   | 1275年          |
| 臨安の戦い                                                   | 1276年          |
| 常州の戦い                                                   | 1275年          |
| 重慶の戦い（神臂城）                                         | 1275年 - 1278年 |
| 揚州の戦い                                                   | 1275年 - 1276年 |
| 潭州の戦い                                                   | 1275年          |
| 瀘州の戦い                                                   | 1276年 - 1277年 |
| 静江の戦い                                                   | 1276年          |
| 文天祥による江西での反攻                                     | 1276年 - 1278年 |
| シリギの乱                                                   | 1277年          |
| ンガサウジャンの戦い                                         | 1277年          |
| 崖山の戦い                                                   | 1279年          |

## 元代（1271 - 1368）
| - 元寇（1274年、1281年） - モンゴルのビルマ侵攻（1277年 - 1287年） - モンゴルのチャンパー侵攻（1282年 - 1284年） - 第2次元越戦争（1284年 - 1285年） - 第3次元越戦争（1287年 - 1288年） - 白藤江の戦い（1288年） - ナヤン・カダアンの乱（1287年） - カイドゥの乱（1288年 - 1301年） - モンゴルのジャワ侵攻（1292年） | - 元末民変（1351年 - 1368年） - 亦思巴奚兵乱（1357年 - 1366年） - 紅巾軍の高麗侵攻（1359年 - 1360年） - 洪都保衛戦（1363年） - 鄱陽湖の戦い（1363年） - 也頓村の戦い（1370年） |

## 明代（1368 - 1644）
| - 明の統一戦争（1367年 - 1389年） - 明が元を滅ぼした戦い（1367年 - 1369年） - 明の洪武帝による第一次北征（1370年） - 明が夏を滅ぼした戦い（1371年） - 明の洪武帝による第二次北伐（1372年） - 明の洪武帝による第三次北伐（1380年） - 明の洪武帝による第四次北伐（1380年） - 明が雲南を平定した戦い（1381年 - 1382年） - 明の洪武帝による第五次北伐（1387年） - 明の洪武帝による第六次北伐（1387年 - 1388年） - 明の洪武帝による第七次北伐（1390年） - 明の洪武帝による第八次北伐（1396年） - 靖難の変（1399年 - 1402年） - 明朝苗族叛乱（英語: Miao Rebellions (Ming Dynasty)）（14世紀 - 15世紀） - 明朝とトルファンの戦争（15世紀 - 16世紀） - 明によるベトナム侵攻（1406年 - 1407年） - ケルレン河の戦い（1409年） - 明の永楽帝による第一次漠北遠征（1410年） - 明と錫蘭山国の戦争（1410年 - 1411年） - 明の永楽帝による第二次漠北遠征（1414年） - 藍山の乱（1418年 - 1427年） - 明の永楽帝による第三次漠北遠征（1422年） - 明の永楽帝による第四次漠北遠征（1423年） - 明の永楽帝による第五次漠北遠征（1424年） - 高煦の乱（1426年） | - 麓川の役（1436年 - 1448年） - 土木の変（1449年） - 京師保衛戦（1449年） - 曹石の変（1470年 - 1471年） - 紅塩池の戦い（1473年） - 安化王の乱（1510年 - 1511年） - 劉六劉七の乱（1510年 - 1512年） - 応州大捷（1518年） - 寧王の乱（1519年） - 屯門海戦（1519年） - 西草湾の戦い（1522年） - 寧波の乱（1523年） - 岑猛の乱（1526年） - 西海の戦い（1533年） - 黒河墩の戦い（1536年） - 倭寇の乱（1547年 - 1565年） - 庚戌の変（1550年） - 万全右衛の戦い（1566年） - 明緬戦争（1581年 - 1606年） - 鎮北関の戦い（1583年） - 兆佳城の戦い（1584年） - 渾河の戦い（1585年） - 播州の役（1590年 - 1600年） - 寧夏の役（1592年） | - 文禄・慶長の役（1592年 - 1598年） - 第一次平壌城の戦い（1592年） - 第二次平壌城の戦い（1592年） - 第三次平壌城の戦い（1593年） - 碧蹄館の戦い（1593年） - 蔚山城の戦い（1598年） - 順天城の戦い（1598年） - 泗川の戦い（1598年） - 露梁海戦（1598年） - 古勒山の戦い（1593年） - 葉赫城の戦い（1619年） - 奢安の乱（1621年 - 1630年） - 丁卯戦争（1627年） - 明末の農民反乱（1628年 - 1644年） - 瑪瑙山の戦い（1640年） - 南陽の戦い（1641年 - 1642年） - 開封の戦い（1641年 - 1642年） - 朱仙鎮の戦い（1642年） - 北京の戦い（1644年） - 崇禎明荷海戦（1633年） - 丙子の乱（1636年 - 1637年） |

## 明清戦争（1618-1659）
- 撫清の戦い（1618年）
- サルフの戦い（1619年）
- 寧遠の戦い（1626年）
- 覚華島の戦い（1626年）
- 寧錦の戦い（1627年）
- 清兵入塞（1629年 - 1642年）
- 呉橋兵変（1631年 - 1633年）
- 松錦の戦い（1639年 - 1642年）
- 山海関の戦い（1644年）
- 清が大順を滅ぼした戦い（1644年 - 1645年）
- 潼関の戦い（1644年）
- 清が大西を滅ぼした戦い（1645年 - 1646年）
- 揚州の戦い（1645年）
- 清が南明を滅ぼした戦い（1645年 - 1662年）
- 豪格の川陝平定（1646年 - 1648年）
- 博洛の福建平定（1646年）
- 鄭成功による抗清戦争（1646年 - 1661年）
- 孔有徳の湖南平定（1647年）
- 桂林の戦い（1652年）
- 衡州の戦い（1652年）
- 清の貴州平定（1657年 - 1658年）
- 清の雲南平定（1658年 - 1659年）

## 清代（1644—1911）
| - 清朝統一戦争（1616年 - 1759年） - 雅克薩戦役（1652年 - 1689年） - 鄭成功の台湾進攻（1661年） - 三藩の乱（1673年 - 1681年） - 澎湖海戦（1683年） - 清・ジュンガル戦争（1688年 - 1758年） - ウラーン・ブトンの戦い（1690年） - ジョーン・モドの戦い（1696年） - ジュンガルのチベット侵入（1716年 - 1720年） - サルウィン川の戦い（1718年） - 和通泊の戦い（1731年） - 清がジュンガルを滅ぼした戦い（1755年） - アムルサナーの乱（1755年 - 1758年） - 清の青海平定（1713年 - 1724年） - 阿爾布巴の乱（1727年 - 1728年） - 古州苗民の乱（1735年 - 1736年） - 珠爾黙特那木札勒の乱（1749年 - 1750年） - 大小金川の役（1747年 - 1776年） - 大金川の戦い（1747年 - 1749年） - 第二次金川の戦い（1771年 - 1776年） - 大小和卓の乱（1757年 - 1759年） - 清緬戦争（1762年 - 1769年） - 蘇四十三の乱（1781年） - 林爽文事件（1786年） - 廓爾喀の役（1788年 - 1792年） - 第一次廓爾喀の役（1788年 - 1789年） - 第二次廓爾喀の役（1791年 - 1792年） - ドンダーの戦い（1788年 - 1789年） - 蔡牽の乱（1794年 - 1809年） - 川楚教乱（1795年 - 1804年） - 癸酉の変（1813年） - 張格爾の乱（1820年 - 1827年） | - 穿鼻の戦い（1839年） - アヘン戦争（1840年 - 1842年） - 第一次定海の戦い（1840年） - 虎門の戦い（虎門炮台）（1841年） - 第一次広州の戦い（1841年） - 第二次広州の戦い（四方炮台）（1841年） - 三元里事件（1841年） - 第二次定海の戦い（1841年） - 鎮海の戦い（1841年） - 浙東の戦い（1842年） - 乍浦の戦い（1842年） - 呉淞戦役（呉淞炮台）（1842年） - 鎮江の戦い（1842年） - 森巴戦争（1841年 - 1842年） - 七和卓の乱（1847年） - 太平天国の乱（1851年 - 1864年） - 金田の乱（1851年） - 江寧の戦い（1853年） - 太平天国北伐（1853年 - 1855年） - 太平天国西征（1853年 - 1862年） - 天京攻防戦（1853年 - 1856年） - 第一次江南大営攻略（1856年） - 天京事変（1856年） - 石達開遠征（1857年 - 1863年） - 三河の戦い（1858年） - 第二次江南大営攻略（1860年） - 安慶の戦い（1860年 - 1861年） - 浙江の戦い（1862年 - 1864年） - 天京陥落（1864年） - 上海小刀会の乱（1853年 - 1855年） - 捻軍の乱（1853年 - 1868年） - 高楼寨の戦い（1865年） - 広東洪兵の乱（1854年 - 1864年） - 廓蔵戦争（1855年 - 1856年） - 雲南回変（1856年 - 1873年） - アロー戦争（1856年 - 1860年） - 広州城戦役（1857年） - 第一次大沽口の戦い（1858年） - 第二次大沽口の戦い（1859年） - 第三次大沽口の戦い（1860年） - 八里橋の戦い（1860年） - 李永和・藍朝鼎の乱（1859年 - 1865年） - 同治新疆回乱（1862年 - 1877年） - 同治陝甘回変（1862年 - 1873年） - 樟脳戦争（1868年） - 清軍収復新疆の戦い（1876年 - 1877年） | - 清仏戦争（1883年 - 1885年） - 馬江海戦（1884年） - 西仔反（1884年 - 1885年） - 鎮海の戦い（1885年） - 鎮南関の役（1885年） - イギリスの第一次チベット遠征（隆吐山戦役）（1888年） - 日清戦争（1894年 - 1895年） - 豊島海戦（1894年） - 平壌の戦い（1894年） - 九連城の戦い - 黄海海戦（1894年） - 旅順口の戦い（万忠墓）（1894年 - 1895年） - 威海衛の戦い（1895年） - 乙未戦争（1895年） - 1895年回乱（1895年 - 1896年） - 義和団運動（義和団紀荘子戦場）（1898年 - 1901年） - 廊坊阻撃戦（1900年） - 八国連軍侵華戦争（1900年 - 1901年） - イギリスの第二次チベット遠征（1903年 - 1904年） - 1905年蔵族騒乱（1905年 - 1906年） - 日露戦争（1904年 - 1905年） - 旅順会戦（203高地）（1904年 - 1905年） - 奉天会戦（1905年） - 中国同盟会による初期の蜂起 - 乙未広州起義（1895年） - 萍瀏醴起義（1906年） - 黄崗起義（1907年） - 七女湖起義（1907年） - 安慶起義（1907年） - 鎮南関起義（1907年） - 欽廉上思起義（1908年） - 河口起義（1908年） - 馬炮営起義（1908年） - 広州新軍起義（1910年） - 広州起義（1910年） - 黄花崗起義（1911年） - 保路運動（1911年） - 白朗の乱（1911年 - 1914年） - 辛亥革命（1911年 - 1912年） - 武昌起義（辛亥革命武昌の乱紀念館）（1911年） - 陽夏保衛戦（1911年） - 南京の戦い（1911年） |

## 中華民国大陸時期（1912年 - 1949年）

### 北洋政府時期（1912年 - 1928年）
| - 二次革命（1913年） - 白朗の乱（1914年） - 察都称帝（1915年） - 護国戦争（1915年 - 1916年） - 張勲復辟（1917年） - 第一次世界大戦（1917年 - 1918年） - 護法戦争（1917年 - 1922年） - 西安戦争（1918年） - 直皖戦争（1920年） - 第一次粤桂戦争（1920年 - 1921年） - 第二次粤桂戦争（1921年） | - 第一次直奉戦争（1922年） - 成都の戦い（1923年） - 第一次国内革命戦争（中国共産党称呼）（1924年 - 1927年） - 第二次直奉戦争（1924年） - 江浙戦争（1924年） - 第一次東征（1925年） - 第二次東征（1925年） - 滇桂戦争（1925年） - 浙奉戦争（1925年） - 反奉戦争（1925年 - 1926年） - 南口大戦（1926年） |

### 国民政府時期（1925年 - 1949年）
| - 国民革命軍北伐（1926年 - 1928年） - 汨羅江追撃戦役（1926年） - 汀泗橋戦役（1926年） - 賀勝橋戦役（1926年） - 武昌戦役（1926年） - 江西戦役（1926年） - 涿州戦役（1927年 - 1928年） - 蚌埠戦役（1927年） - 龍潭戦役（1927年） - 第一次蘭封戦役（1927年） - 第二次蘭封戦役（1927年） - 済南戦役（1928年） - 寧漢戦争（1927年） - 第一次国共内戦（1927年 - 1937年） - 南昌の乱（1927年） - 秋収の乱（1927年） - 湘南暴動（1927年） - 広州暴動（1927年） - 第一次反進剿（1928年） - 第二次反進剿（1928年） - 第三次反進剿（1928年） - 第一次反囲剿（1930年 - 1931年） - 第二次反囲剿（1931年） - 第三次反囲剿（1931年） - 商潢戦役（1932年） - 贛州戦役（1932年） - 蘇家埠戦役（1932年） - 漳州戦役（1932年） - 潢光戦役（1932年） - 第四次反囲剿（1933年） - 儀南戦役（1933年） - 第五次反囲剿（1933年 - 1934年） - 中国工農紅軍長征（1934年 - 1936年） - 湘江戦役（1934年） - 四渡赤水（1935年） - 臘子口戦役（1935年） - 直羅鎮戦役（1935年） - 東征戦役（1936年） - 西路軍西征（1936年 - 1937年） | - 蔣桂戦争（1929年） - 中東路戦争（1929年） - 中原大戦（1930年） - 康蔵辺界糾紛（1930年 - 1932年） - 哈密暴動（1931年 - 1934年） - 満州事変（1931年 - 1932年） - 一・二八事変（1932年） - 柯爾克孜叛乱（1932年） - 川軍二劉大戦（1932年 - 1933年） - 福建事変（1933年） - 熱河作戦（1933年） - 長城抗戦（1933年） - ソ連軍の新疆侵入（1934年） - 頭屯河戦役（1934年） - 達坂城戦役（1934年） - 婼羌暴動（1935年） - 綏遠抗戦（1936年） |

#### 日中戦争（1937年 - 1945年）
- 日中戦争（1931年或1937年 - 1945年）
  - 盧溝橋事件（1937年）
  - 平津作戦（1937年）
  - 太原作戦（1937年）
    - 南口の戦い（1937年）
    - 平型関の戦い（1937年）
    - 忻口鎮の戦い（1937年）
    - 娘子関の戦い（1937年）
    - 太原の戦い（1937年）

  - 淞滬会戦（1937年）
  - 南京戦（1937年）
  - 徐州会戦（1938年）
    - 台児荘の戦い（台児荘古城）（1938年）

  - 蘭封会戦（1938年）
  - 武漢作戦（1938年）
    - 万家嶺戦役（1938年）
    - 小界嶺戦役（1938年）

  - 広州作戦（1938年）
  - 南昌作戦（1939年）
  - 襄東会戦（1939年）
  - 第一次長沙作戦（1939年）
  - 桂南会戦（1939年 - 1940年）
    - 崑崙関の戦い（1939年 - 1940年）

  - 宜昌作戦（1940年）
  - 百団大戦（1940年）
  - 豫南作戦（1941年）
  - 錦江作戦（1941年）
  - 晋南戦役（1941年）
  - 第一次長沙作戦（1941年）
  - 第二次長沙作戦（1941年 - 1942年）
  - 香港の戦い（1941年）
  - 滇湎路戦役（1942年）
  - 浙贛戦役（1942年）
  - 江南殲滅作戦（1943年）
  - 常徳殲滅作戦（1943年）
  - 滇西緬北戦役（1943年 - 1945年）
  - 大陸打通作戦（1944年）
  - ミイトキーナの戦い（1944年）
  - 長衡会戦（1944年）
  - 第四次長沙会戦（1944年）
  - 衡陽保衛戦（1944年）
  - 強渡怒江戦役（1944年）
  - 桂柳会戦（1944年）
  - 湘粤贛戦役（1945年）
  - 老河口作戦（1945年）
  - 芷江作戦（1945年）
  - 桂柳反攻戦役（1945年）
- 国共摩擦（1937年 - 1945年）
  - 晋西事変（1939年）
  - 黄橋戦役（1940年）
  - 皖南事変（1941年）
- 伊寧事変（1944年 - 1946年）
- ソ連対日参戦（1945年）

### 国共内戦（1945年 - 1949年）
- 第二次国共内戦（1945年至1949年）[注釈 1]
  - 国共衝突（1945年）
    - 上党戦役（1945年）

  - 中原突囲（1946年）
  - 蘇中戦役（1946年）
  - 大同集寧戦役（1946年）
  - 定陶戦役（1946年）
  - 巨野戦役（1946年）
  - 四平戦役（1946年）
  - 臨江戦役（1946年 - 1947年）
  - 陝北戦役（1947年）
  - 孟良崮戦役（1947年）
  - 運城戦役（1947年）
  - 東北1947年夏季戦役（1947年）
  - 東北1947年秋季戦役（1947年）
  - 東北1947年冬季戦役（1947年）
  - 萊陽戦役（1947年）
  - 北塔山事件（1947年）
  - 豫東戦役（1948年）
  - 長春包囲戦（1948年）
  - 済南戦役（1948年）
  - 遼瀋戦役（1948年）
    - 錦州戦役（1948年）
    - 塔山戦役（1948年）
    - 黒山阻撃戦（1948年）

  - 淮海戦役/徐蚌会戦（淮海戦役紀念館）（1948年 - 1949年）
    - 双堆集戦役（1948年）

  - 平津戦役（1948年 - 1949年）
  - 太原戦役（1948年）
  - 渡江戦役（1949年）
    - 上海戦役（1949年）

  - 衡宝戦役（1949年）

## 中華人民共和国 (1949年10月 - 現在)

### 建国後の内戦（1949 - 1979）
- 広西戦役（1949年）
- 廈門戦役（1949年）
- 古寧頭戦役（1949年）
- 登歩島の戦い（1949年）
- 南泉戦役（1949年）
- 成都戦役（1949年）
- 海南島戦役（1950年）
- チャムドの戦い（1950年）
- 万山群島戦役（1950年）
- 九三砲戦（1954年）
- 一江山島戦役（1955年）
- 金門砲戦（1958年）
- 九二海戦（1958年）
- 八六海戦（1965年）
- 東引海戦（1965年）
- 烏坵海戦（1965年）

### 朝鮮戦争（1950 - 1953）
- 第一次戦役（1950年）
- 第二次戦役（1950年）
- 清川江の戦い（1950年）
- 長津湖戦闘（1950年）
- 元山の戦い (1950年)
- 第三次戦役（1950年 - 1951年）
- 第3次ソウルの戦い（1950年 - 1951年）
- 原州戦役（1951年）
- 第四次戦役（1951年）
- 横城反撃戦（1951年）
- 砥平里戦闘（1951年）
- 第五次戦役（1951年）
- 上甘嶺戦役（1952年）
- 金城の戦い（1953年）

### その他の同時期の戦争と衝突
- 中華民国政府を支持するイスラム教徒の反乱（1950年 - 1958年）
- 1959年のチベット蜂起（1959年）
- 中緬国境作戦（1962年 - 1975年）
- 西沙諸島の戦い（1974年）

### 中印国境紛争（1962）
- 西山口の戦い（1962年）
- 瓦弄地区反撃戦（1962年）
- 里米金の戦い（1962年）
- 都登地区作戦（1962年）
- 班公洛地区反撃戦（1962年）

### 中ソ国境紛争（1969）
- 珍宝島事件（1969年）
- 鉄列克提事件（1969年）

### 中越戦争（1979 - 1990）
- 諒山戦役（1979年）
- 中越国境紛争（1984年）
- スプラトリー諸島海戦（1988年）

### 国連の平和維持活動
- マリ北部紛争（2012年）
- 南スーダン内戦（2013年）